# Teruo Akijama
Teruo Akijama (japonsky: 秋山輝男, Akijama Teruo; 16. září 1891 – 6. července 1943) byl admirálem japonského císařského námořnictva na začátku druhé světové války. Dosáhl hodnosti šóšó (少将 ~ kontradmirál) a posmrtně byl povýšen na čúdžó (中将 ~ viceadmirál).
Přihlásil se do 41. běhu japonské císařské námořní akademie (海軍兵学校, Kaigun Heigakkó), kterou ukončil v roce 1913 jako 61. ze 118 kadetů. Sloužil jako plavčík na křižnících Asama a Kurama. Po povýšení na podporučíka byl přiřazen na bitevní loď Asahi. Následně sloužil na bitevní lodi Suwo, křižníku Izumo a torpédoborci Júdači.
Jako první torpédový důstojník sloužil na torpédoborci Isokaze a potom v letech 1921 a 1921 jako první důstojník na ponorkách SS-35 a SS-45. Dne 7. února 1924 převzal poprvé velení nad plavidlem a stal se kapitánem starého torpédoborce Fubuki. Následovalo velení na Júgure, W-1, Tačibana, opět W-1, Kašiwa, Sawarabi, Hamakaze a Murakumo v období let 1924 a 1934. Po povýšení na námořního kapitána 1. prosince 1937 sloužil převážně jako štábní důstojník až do vypuknutí druhé světové války. Velel postupně 30., 4. a 34. kučikutai (駆逐隊 ~ divize torpédoborců). Necelý rok od 15. listopadu 1939 do 15. října 1940 velel lehkému křižníku Naka. Od 15. listopadu 1940 až do 20. září 1942 velel postupně 1. hokantai (~ divize dělových člunů), 1. bobitai (~ obranná jednotka; té velel i při vypuknutí války) a 21. sensuikan kičitai (~ jednotka ponorkové základny).

Standarta kontradmirála japonského císařského námořnictva, kterou Akijama vyvěšoval na předním stěžni Sendai a později Niizuki

Po povýšení na šóšó (1. listopadu 1942) se ujal velení 2. kaiheidan (~ kasárna) v Sasebu.
Dne 23. března 1943 byl pověřen velením 3. suirai sentai (水雷戦隊 ~ eskadra torpédoborců) 8. kantai (艦隊 ~ loďstvo) a svoji kontradmirálskou standartu vztyčil na lehkém křižníku Sendai v Rabaulu. Dne 25. června připlul do Rabaulu nejnovější torpédoborec Niizuki a Akijama si ho zvolil jako svoji novou vlajkovou loď, neboť Sendai byl tou dobou na opravách v Japonsku a navíc Niizuki byl jedinou lodí v Rabaulu, která měla radar. Na jeho palubě se zúčastnil dvou ze tří misí tohoto torpédoborce: ostřelování předmostí na Rendova (1.–3. července) a druhého tokijského expresu v noci z 5. na 6. července. Po půlnoci na 6. července ale došlo u břehů Kolombangary k bitvě v zálivu Kula, během které byl Niizuki – kryjící vylodění 2600 vojáků ve Vila na Kolombangaře – rozstřílen americkými lehkými křižníky Task Group 36.1 kontradmirála Ainswortha. Niizuki se během několika minut potopil a pouze pár trosečníků bylo později vyzvednuto Američany. Kontradmirál Akijama zahynul se svojí vlajkovou lodí.

## Kariérní postup
19. prosince 1913 – plavčík

1. prosince 1914 – podporučík

1. prosince 1916 – mladší poručík

1. prosince 1918 nebo 1920 – poručík

1. prosince 1926 – korvetní kapitán

1. prosince 1932 – fregatní kapitán

1. prosince 1937 – námořní kapitán

1. listopadu 1942 – kontradmirál

6. července 1943 – viceadmirál (posmrtně)